# 3630 Любомир
3630 Любомир (3630 Lubomir) — астероїд головного поясу, відкритий 28 серпня 1984 року.
Тіссеранів параметр щодо Юпітера — 3,296.